# Erythroxylum parvistipulatum
Erythroxylum parvistipulatum är en tvåhjärtbladig växtart som beskrevs av Johann Joseph Peyritsch. Erythroxylum parvistipulatum ingår i släktet Erythroxylum och familjen Erythroxylaceae. Inga underarter finns listade i Catalogue of Life.